# 滋賀県道542号安食西八目線
滋賀県道542号安食西八目線（しがけんどう542ごう あんじきにしはちめせん）は、滋賀県犬上郡豊郷町を通る一般県道である。

## 概要
犬上郡豊郷町大字安食西から犬上郡豊郷町大字八目に至る。
「建替え問題」で町長と町民との対立があったウィリアム・メレル・ヴォーリズ設計の豊郷町立豊郷小学校を通る。

### 路線データ
- 起点：犬上郡豊郷町大字安食西（阿自岐神社口交差点、国道8号交点）
- 終点：犬上郡豊郷町大字八目（滋賀県道219号豊郷停車場線交点）
- 総延長：2.3 km

## 路線状況

### 重複区間
- 旧中山道（犬上郡豊郷町大字四十九院・四十九院交差点 - 犬上郡豊郷町大字八目（終点））

## 地理

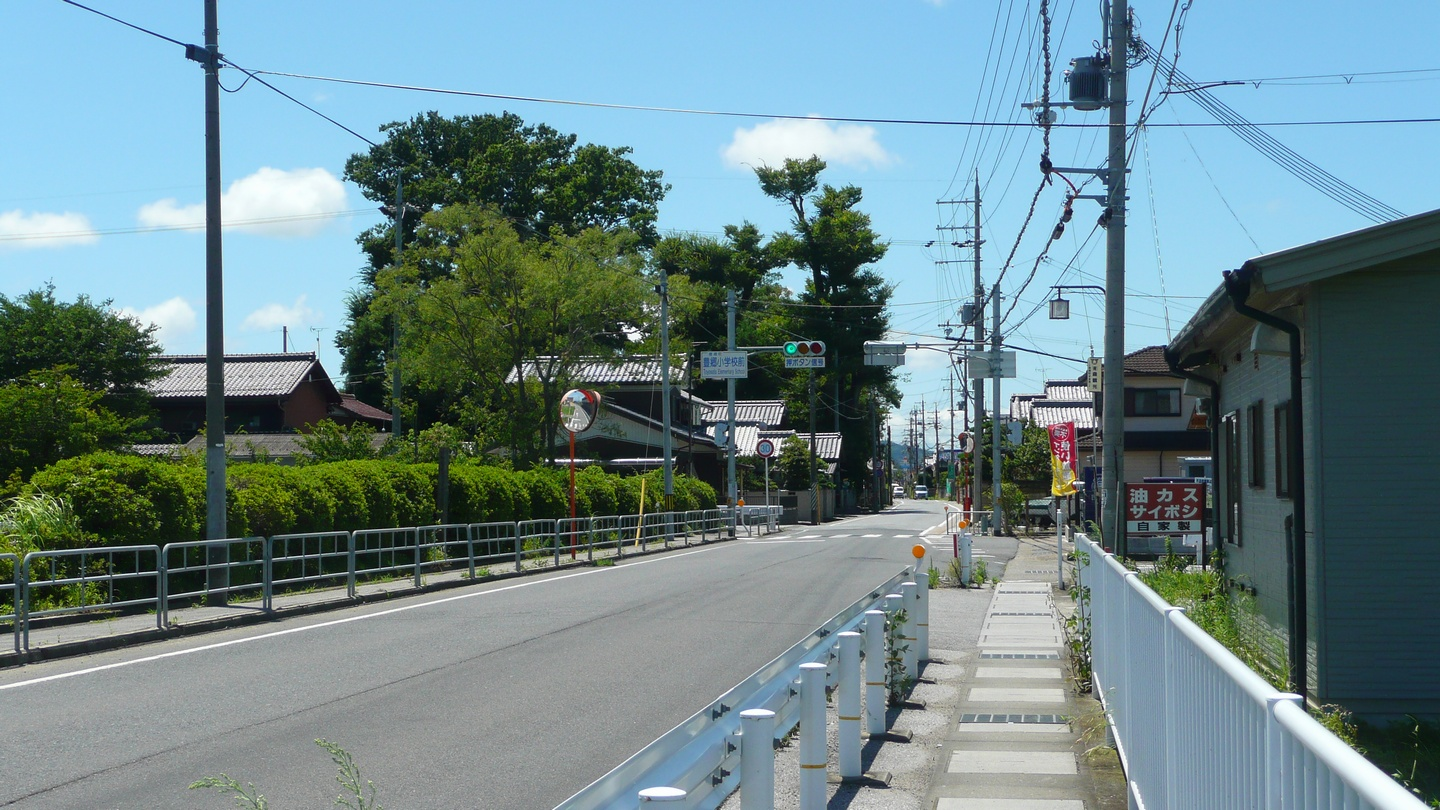
豊郷町立豊郷小学校付近

### 通過する自治体
- 犬上郡豊郷町

### 交差する道路
| 交差する道路                                    | 交差する場所 | 交差する場所              |
| ----------------------------------------------- | ------------ | ------------------------- |
| 国道8号                                         | 大字安食西   | 阿自岐神社口交差点 / 起点 |
| 旧中山道 重複区間起点                           | 大字四十九院 | 四十九院交差点            |
| わらべ通り                                      | 大字石畑     |                           |
| さくら通り                                      | 大字石畑     |                           |
| よりあい通り                                    | 大字石畑     |                           |
| ごんろく通り                                    | 大字石畑     |                           |
| 滋賀県道219号豊郷停車場線 旧中山道 重複区間終点 | 大字八目     | 終点                      |

### 沿線
- 阿自岐神社、阿自岐神社庭園
- 牧村製作所
- 唯念寺
- 豊郷町立豊郷小学校、豊郷幼稚園、豊郷保育園
- 滋賀中央信用金庫 豊郷支店
- 豊郷町役場
- NTT西日本 滋賀東支店豊郷別館
- スーパー丸善
- 滋賀銀行 豊郷支店